# 11-те тисячоліття до н. е.
Одинадцяте тисячоліття до н. е. (XI) — часовий проміжок з 11 000 до 10 001 рік до нашої ери.

## Події

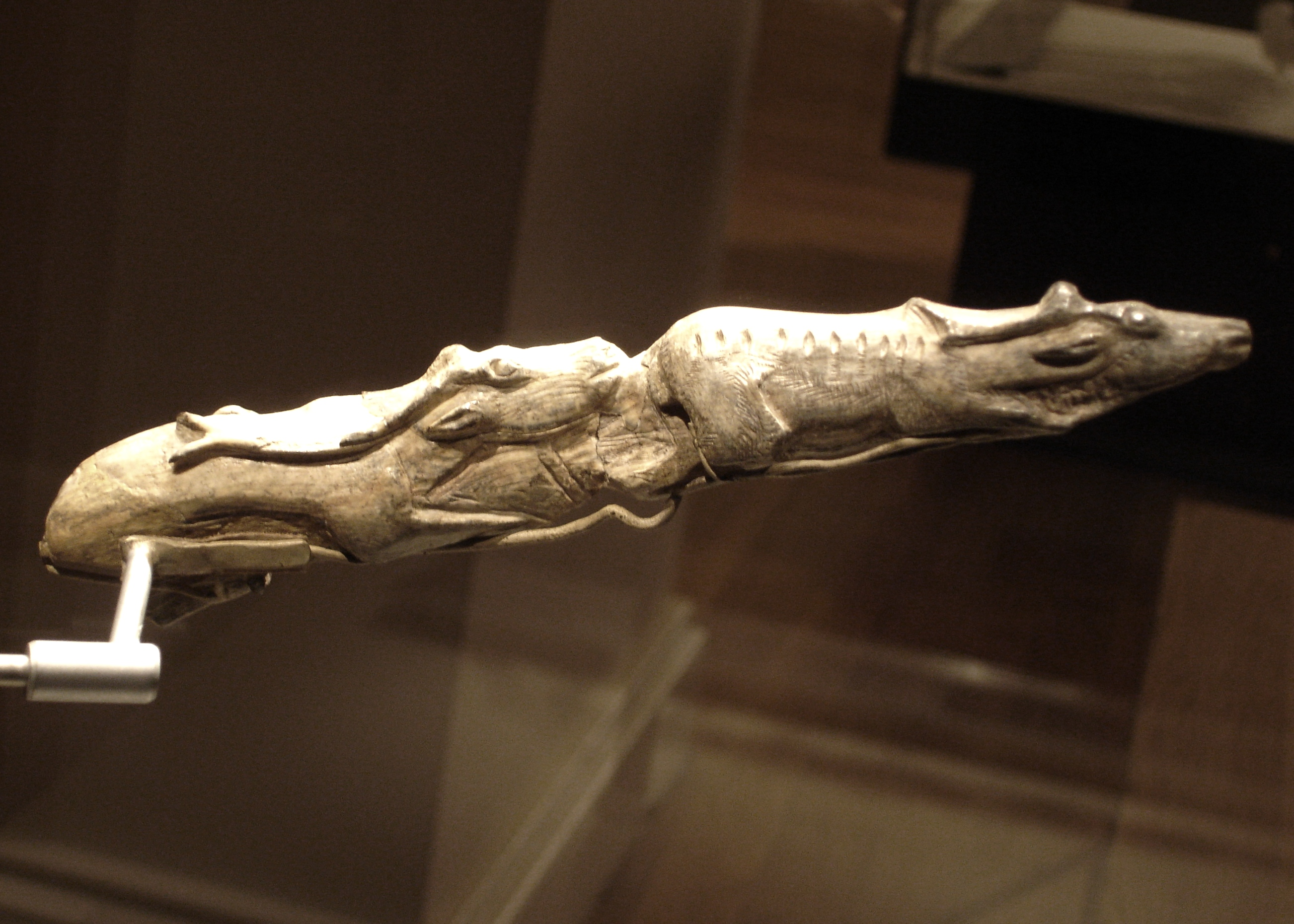
Північний олень, що пливе, мамонтова кістка, 11 000 до н. е. Мадленська культура

- Завершення епохи Валдайського заледеніння.
- Перші сліди перебування людини на території сучасної Норвегії.
- Найпізніші предмети нижнього шару палеоіндіанської культури Сандія (на території Перу).
- Чилі: палеолітичне поселення Монте-Верде. Перші поселення на території Аргентини.
- Японія: поширюється вживання мікроліту. Японський архіпелаг, внаслідок підняття рівня моря, відокремився від материка.
- Західний берег річки Йордан: Натуфійська культура.
- Вимирання європейських та східносибірських печерних левів.